# Sickert
Sickert é uma comuna francesa na região administrativa de Grande Leste, no departamento Alto Reno. Estende-se por uma área de 5,13 km². Em 2010 a comuna tinha 339 habitantes (densidade: 66,1 hab./km²).